# Slagskib
Et slagskib er et svært pansret og armeret krigsskib med deplacement på omkring 35-45.000 tons og med panser på op til 40 cm tykkelse, i et enkelt tilfælde 200 cm tykkelse.
Spillede en betydelig rolle i slutningen af det 19. og starten af det 20. århundrede. De mistede deres betydning med udgangen af 2. verdenskrig, idet de dels er sårbare overfor flyangreb, torpedoer og missiler, dels er meget dyre i drift.

## Efter 2. verdenskrig
Efter 2. verdenskrig blev næsten alle slagskibe skrottet eller brugt ved kernevåbenforsøget på Bikini-atollen i 1946. US Navy og Royal Navy fortsatte dog på hver deres måde:
De fire nyeste amerikanske slagskibe af Iowa-klassen var operative som kadettræningsskibe. I 1946 krævede Stalin flådebaser i Grækenland og/eller Tyrkiet, men efter et venskabsbesøg af BB-63 Missouri i de pågældende lande, blev kravet trukket tilbage. Slagskibene var dog alt for dyre i drift, så i 1948-49 blev de tre af dem lagt i mølpose.
Under koreakrigen var alle fire reaktiveret som kystbombardementsskibe (rækkevidde 38 km) og blev i 1955-58 lagt i mølpose. Store flytab under vietnamkrigen fik US Navy til at reaktivere BB-62 New Jersey i 1968-69 til bombardement af Nordvietnam, men elektronisk krigsførelse viste sig at være billigere. Under præsident Reagans oprustning, blev et slagskib moderniseret hvert andet år og BB-62 New Jersey bombarderede Bekaadalen i Libanon i 1983-84, mens BB-63 Missouri beskyttede olietankere i den Persiske Golf i 1987 under Iran-Irakkrigen.
En eksplosion i B-kanontårnet på BB-61 Iowa i 1989 beskadigede den så kraftigt, at den kom i mølpose i 1990. BB-63 Missouri og BB-64 Wisconsin deltog i Golfkrigen og ved afslutningen af den kolde krig blev alle fire lagt i mølpose. I dag er de tre af dem museumsskibe.
I Storbritannien tegnede sig der et lidt andet billede. Umiddelbart efter afslutningen på 2. verdenskrig blev hovedparten af Royal Navy's slagskibe og slagkrydsere dekommissioneret og solgt til ophugning, en del af dem stammende fra 1. verdenskrig. I marts 1941 havde man påbegyndt bygningen af HMS Vanguard, et slagskib som skulle blive det største slagskib i Royal Navy's historie med en deplacement på 48.500 t. Oprindeligt var det tiltænkt at beskytte britiske fjernøstlige interesser og imødegå truslen fra blandt andre de japanske superslagskibe Yamato og Musashi. Da det blev kommissioneret den 9. august 1946 var krigen ovre, og slagskibets hovedrolle i moderne søkrigsførelse endegyldigt forbi. HMS Vanguard blev ikke indsat under krigen i Korea, og dekommissioneredes i 1959, 13 år efter sin entré i Royal Navy, uden at have været indsat i kampoperationer. HMS Vanguard blev det sidste slagskib som blev bygget til Royal Navy.
- Wikimedia Commons har flere filer relateret til Slagskib